# Сембратович Роман
Роман Сембратович (6 липня 1875, Монастирець — 8 січня 1906, Відень) — український публіцист, редактор, видавець, письменник, громадсько-політичний діяч. Псевдоніми та криптоніми: Р. Висовський, Участник, Р. В., Severus, R.S. та ін. Інформатор намісного суспільства про українські справи, діяч студентського товариства «Січ» у Відні.

## Життєпис

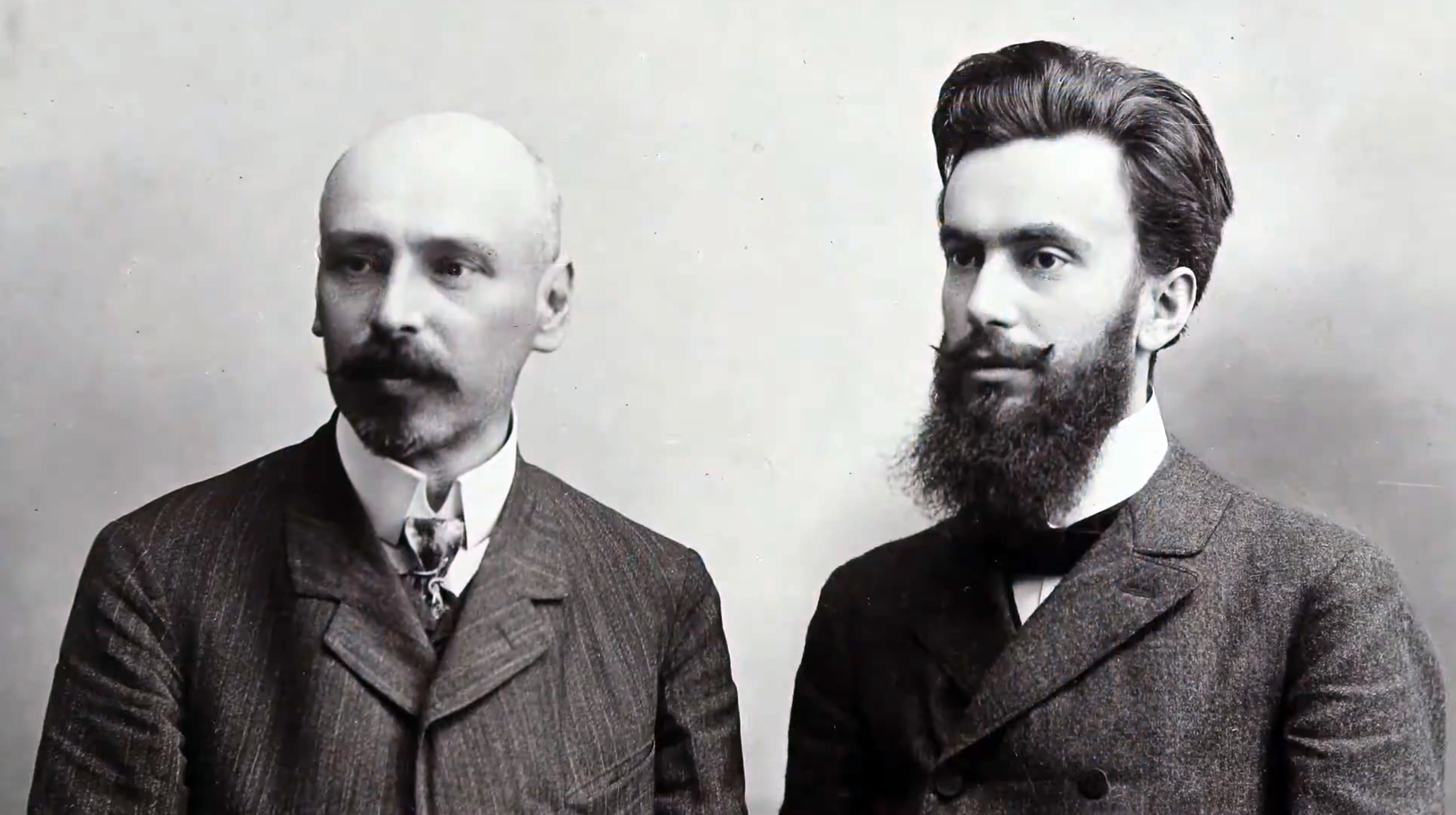
Михайло Коцюбинський та Роман Сембратович. Відень, квітень-травень 1905

Народився у Монастирці Ліського округу ([[Королівство Галичини та Володимирії]]).
Освіту здобув в українській гімназії у Перемишлі, потім на правничому факультеті Віденського університету. Навчання довелося переривати через туберкульоз у 1898 р., потім знову поновив навчання. Дебютував як прозаїк в альманасі «Січ».
Був одним із ініціаторів німецькомовного видання про українські справи «Ruthenische revue».
Був одружений.
Помер 8 січня 1906 р. у Відні. Похований на кладовищі Гержгоф у Відні.

## Творчість
Автор:
- оповідань «Ренегат», «Модні тортури», «Лілл»; брошури «Polonia irredenta» («Невизволена Польща») (1903), численних статей різними мовами.
- статей на українсько-польські і українсько-російські теми в німецькій пресі, кореспондент газети «Frankfurter Zeitung», редактор журналів: «X-Strahlen» (1901) і «Ruthenische Revue» (1903—1905) у Відні; автор брошур «Polonia irredenta» (1903), «Das Zarentum im Kampfe mit der Zivilisation» (1905).